# Apostolepis serrana
Apostolepis serrana là một loài rắn trong họ Colubridae. Loài này được De Lema & Renner mô tả khoa học đầu tiên năm 2006.